# ابراهیم یوسف
ابراهیم یوسف (عربی: إبراهيم يوسف؛ ۱ ژانویهٔ ۱۹۵۹ – ۱۱ ژوئیهٔ ۲۰۱۳) یک بازیکن فوتبال، و سرمربی (فوتبال) اهل مصر بود.
از باشگاه‌هایی که در آن بازی کرده‌است می‌توان به باشگاه ورزشی زمالک اشاره کرد.